# دوغلاس ريناتو دي جيسوس
دوغلاس ريناتو دي جيسوس (بالبرتغالية: Douglas Renato de Jesus‏) (9 مارس 1983 في البرازيل - ) هو لاعب كرة قدم برازيلي في مركز حراسة المرمى. لعب مع فيتوريا دي غيماريش ونادي سانتوس ونادي بوتافوغو اس بي وSertãozinho Futebol Clube ‏ وإيراتي الرياضي ‏ وIpatinga Futebol Clube ‏.

## وصلات خارجية
- دوغلاس ريناتو دي جيسوس على موقع قاعدة بيانات كرة القدم.إي يو (الإنجليزية)
- دوغلاس ريناتو دي جيسوس على موقع Soccerway.com (الإنجليزية)
- دوغلاس ريناتو دي جيسوس على موقع AS.com (الإسبانية)